# Muhammad Mahmud wuld Luli
Muhammad Mahmud wuld Luli, arab. ‏محمد محمود ولد لولي‎ (ur. 1 stycznia 1943 w Tidżikdży, zm. 16 marca 2019) – mauretański wojskowy, w latach 1979–1980 stał na czele junty wojskowej – Wojskowego Komitetu Ocalenia Narodowego, tym samym pełniąc funkcję głowy państwa Mauretanii.